# Landkreis Dachau
 For alternative betydninger, se Dachau (flertydig). (Se også artikler, som begynder med Dachau)
Landkreis Dachau ligger nordvest for München i det  bayerske Regierungsbezirk Oberbayern. Nabolandkreise er mod nord Landkreis Pfaffenhofen an der Ilm, mod øst Landkreis Freising, mod sydøst Landkreis München og den  kreisfri by München, mod syd  Landkreis Fürstenfeldbruck og mod vest  Landkreis Aichach-Friedberg.

## Byer og kommuner
Kreisen havde 153884  indbyggere pr.  2018-12-31

| By 1. Dachau, administrationsby (47400) Købstæder 1. Altomünster (7925) 2. Markt Indersdorf (10441) Verwaltungsgemeinschaft 1. Odelzhausen består af kommunerne Odelzhausen, Pfaffenhofen a.d.Glonn og Sulzemoos Kommuner 1. Bergkirchen (7770) 2. Erdweg (5991) 3. Haimhausen (5636) 4. Hebertshausen (5701) 5. Hilgertshausen-Tandern (3423) 6. Karlsfeld (21596) 7. Odelzhausen (5128) 8. Petershausen (6551) 9. Pfaffenhofen a.d.Glonn (2159) 10. Röhrmoos (6490) 11. Schwabhausen (6494) 12. Sulzemoos (3099) 13. Vierkirchen (4571) 14. Weichs (3509) |